# Cinnoberrød
Cinnoberrød er en klar orangerød farvevariation. Farven er opkaldt efter mineralet cinnober, som er en betegnelse for kviksølv-sulfid (HgS).
Tidligere blev cinnober anvendt til at udvinde farven til maling. Det er dog stærkt giftigt, og i dag bruges andre metoder (cadmiumrød).
Farven cinnoberrød benævnes også som calypsorød, kinarød, kinesisk-rød, skarlagenrød eller vermilion.
| Cinnoberrød |